# Karl-August Fagerholm
Karl-August Fagerholm (Siuntio, 31 dicembre 1901 – Helsinki, 22 maggio 1984) è stato un politico finlandese, presidente del Parlamento e tre volte primo ministro della Finlandia: dal 1948 al 1950, dal 1956 al 1957, e nel 1958.
Divenuto presidente del partito socialdemocratico subito dopo l'armistizio che pose fine alla guerra di continuazione, era ritenuto, per il fatto di essere di lingua svedese, più gradito all'Unione Sovietica rispetto ad altri esponenti dello stesso partito (tra cui l'ex premier Väinö Tanner).
Nel 1930 venne eletto per la prima volta in Parlamento tra le file dei socialdemocratici, impegnati in quel periodo a ricostruire la propria credibilità dopo la fine della guerra civile finnica. Negli anni trenta - così come avvenne in altri Paesi europei - in Finlandia era molto diffuso un sentimento anti-socialista che favorì l'ascesa di una formazione semifascista, il movimento di Lapua. Per questo motivo i socialdemocratici vennero esclusi da formazioni di governo fino al 1937. In quell'anno Fagerholm divenne ministro degli Affari Sociali, carica che ricoprì in vari gabinetti fino al 1943.
Fautore di un approccio neutralista che favorisse una maggior cooperazione tra i Paesi scandinavi, nel novembre 1939 Fagerholm rimase scioccato dallo scoppio della guerra d'inverno tra Urss e Finlandia e dalla successiva sconfitta di quest'ultima che causò la perdita della Carelia. Nel 1940, l'opposizione del governo di Mosca fece fallire un progetto difensivo di cooperazione tra Svezia e Finlandia. La politica "scandinavista" si trovava in un vicolo cieco e sempre più Helsinki si spostò su posizioni revansciste e filo-naziste che sfociarono nella decisione di combattere al fianco delle truppe del Terzo Reich nella cosiddetta guerra di continuazione.
Durante la seconda guerra mondiale, in seguito alla deportazione di otto rifugiati ebrei da parte della Gestapo, Fagerholm decise di dimettersi.
Dopo la battaglia di Stalingrado era ormai evidente che Hitler avrebbe perso la guerra ed Edwin Linkomies venne nominato premier con lo scopo di cercare una pace separata con Urss e Gran Bretagna.
Nel settembre 1944 la Finlandia cessava la ostilità: era un paese provato dal punto di vista umano ed economico. Oltre al peso di ingenti riparazioni (Helsinki pagò una cifra pari al 2% del PIL dal 1944 al 1952), dovette sopportare il peso dell'inserimento di oltre 400.000 profughi provenienti dalla aree del Paese cedute all'Unione Sovietica.
Stalin cercava inoltre di trasformare il Paese in un satellite fomentando scioperi e altre sommosse con lo scopo di indebolire il governo e rafforzare il partito comunista. Nel 1946 il comunista Mauno Pekkala riuscì a formare un governo di coalizione ma Fagerholm rimase fuori dall'esecutivo. Era convinto, infatti, che i comunisti non dovevano essere combattuti con metodi repressivi - come invece si era cercato di fare a partire dallo scoppio della guerra civile nel 1919 - ma all'interno di una logica di confronto democratico
Alle elezioni parlamentari del luglio 1948 i comunisti subirono una bruciante sconfitta e passarono da 51 seggi in Parlamento a 38. Nonostante ciò pretendevano il posto di primo ministro e di ministro degli Esteri. Per tutta risposta, Fagerholm formò governo di minoranza senza di loro grazie all'appoggio dei partiti conservatori, dei liberali e dell'ala più moderata della Lega Agraria.
I comunisti iniziarono allora una serie di agitazioni per cercare di minare la stabilità dell'esecutivo fomentando, invano, uno sciopero tra le file dei lavoratori portuali.
Durante il suo secondo mandato come premier (1956-57) Fagerholm visitò l'Unione Sovietica per cercare di migliorare le relazioni tra i due Paesi ma ancora nel 1958 (quando formò il suo ultimo esecutivo) i comunisti rappresentavano i suoi principali oppositori. Mosca temeva infatti che - deviando rispetto alle politiche poste in essere da Urho Kekkonen e Juho Kusti Paasikivi - Helsinki intraprendesse una strada che la portasse lontano da una logica di equidistanza rispetto ai due poli della Guerra Fredda.
L'entrata della Finlandia nel Consiglio Nordico nel 1955 ed il progressivo intensificarsi del commercio con l'Occidente portarono ad una serie di sanzioni economiche da parte dell'Urss contro Helsinki. Addirittura venne richiamato l'ambasciatore sovietico. Lo scopo di Mosca era convincere il popolo finlandese che Fagerholm era inadatto a guidare il Paese.
Alla fine la pressione esercitata ebbe la meglio ed il 4 dicembre 1958 il premier si dimise. Nel gennaio seguente Kekkonen si recò a Leningrado per assicurare personalmente a Nikita Chruščёv che la Finlandia avrebbe ripreso la sua tradizione politica di vicinanza rispetto all'Unione Sovietica.